# إيرا هايدن
إيرا هايدن (بالإنجليزية: Ira Heiden)‏ هو ممثل أمريكي، ولد في 22 سبتمبر 1966 بنيويورك في الولايات المتحدة.

## وصلات خارجية
- إيرا هايدن على موقع IMDb (الإنجليزية)
- إيرا هايدن على موقع قاعدة بيانات الفيلم (الإنجليزية)